# Yvang
Yvan Guillo, alias Samplerman ou Yvang, est un auteur de bande dessinée français.

## Biographie
Yvang apparaît dans les fanzines underground français à partir de la moitié des années 1990. Il publie notamment dans Erogotoshitashi, Bongoût, Stronx, La Monstrueuse, Le Dernier Cri, Hôpital brut, L'Horreur est humaine, etc. Il réalise plusieurs albums chez Gotoproduction (structure cofondée par Léo Quiévreux), dirige le fanzine Crachoir et participe au projet Comix 2000, publié par L'Association. Au début des années 2000, il publie majoritairement en ligne, sur ses sites et blog, notamment sous le pseudonyme de Julie Ja, une alter-égo féminine. Il publie dans divers collectifs des éditions l’Égouttoir (fanzine Gorgonzola) à partir de 2005, et publie en 2013 une BD jeunesse avec Maël Rannou, qui les codirige.
Vers 2006, il crée pour Gazette de Belle-Île-en-Mer le comics strip Albert le pouce-pied, qui raconte les aventures d'un coquillage présent dans la faune locale. Il en publie dix albums qu'il vend sur les marchés de l'île et sur son site.
Vers 2013, il crée l'alias de Samplerman, dont le travail est fondé sur du collage numérique à partir de milliers de vieux comics libres de droit, même s'il lui arrive de « sampler » des titres français. Son travail a rapidement un certain écho : il autopublie plusieurs titres mais en voit aussi être édité par des structures comme  Brain Dead and SHQ, Le Dernier Cri, Kuš! ou Ion, il réalise un clip et une pochette pour le groupe La Terre Tremble !!!, est invité en 2019 à la résidence ChiFouMi durant le FIBD, ou produit une couverture alternative pour le comics Doom Patrol no 6 publié par DC comics en 2016.
En 2019, il reçoit le Prix de l'École européenne supérieure de l'image remis par l'École européenne supérieure de l'image.
À l'été 2023, il installe une fresque nommée « Fascinants fascicules » dans le hall de la Cité internationale de la bande dessinée et de l'image. Présenté durant six mois, ce collage géant est construit à partir de fascicules trouvées dans les fonds de la bibliothèque patrimoniale.

### Sous le pseudonyme d'Yvang
- Eczema House, Gotoproduction :

1. Tome 1, 1998.
2. Tome 2, 2001.

- Albert le pouce-pied, auto-édition (sauf le T1) :

1. Bande dessinée à Belle Île en Mer, éditions du Cardinal, 2007 ;
2. Albert 2 Belle-Île, 2010 ;
3. Le pouce-pied ensorcelé - Un récif à Belle Île en Mer, 2011 ;
4. Albert Frasques 2013, 2013 ;
5. Incongruités 2014, 2014 ;
6. Billevesées & mousse 2015, 2015 ;
7. Albert le Pouce-Pied Debout, 2016 ;
8. Persistance 2017, 2017 ;
9. Polystyrène 2018, 2018 ;
10. Pergélisol 2019, 2019.

- En retard !, coscénario avec Maël Rannou, Le Moule-à-Gaufres, 2013.

### Sous le pseudonyme de Samplerman
- Samplerman, Brain Dead and SHQ, 2015.
- Street fight comics, autoédition, 2016.
- Fearless Colors, Kuš! / Ediciones Valientes / MMMNNNRRRG, 2016.
- Miscomocs Comics, Le Dernier Cri, 2017.
- Bad ball, Kuš!, 2017.
- Ocmics, autoédition, 2018.
- Scientific Kissing, autoédition, 2020.
- Anatomie narrative, Ion, 2021.
- Action covid, Desert Island Brooklyn, 2021.